# Stephen Foster
Stephen Collins Foster (Pittsburgh, 4 luglio 1826 – New York, 13 gennaio 1864) è stato un compositore statunitense.
Conosciuto come "il padre della musica americana", fu il più noto compositore e scrittore di canzoni del XIX secolo negli Stati Uniti. Le sue canzoni, fra cui la celeberrima Oh! Susanna, rimangono conosciute e popolari in tutto il mondo dopo più di un secolo e mezzo dalla loro composizione.

## Biografia

### Gli anni della giovinezza e del successo
Foster nacque a Lawrenceville, facente ora parte di Pittsburgh, in Pennsylvania, ultimo di dieci figli di una famiglia di ceto medio. Anche se ricevette modeste nozioni musicali, ciò non gli impedì di pubblicare canzoni prima dei vent'anni. La sua prima canzone, apparsa all'età di 18 anni, fu Open Thy Lattice Love.
Foster nella sua giovinezza fu influenzato da due particolari figure: Henry Kleber (1816-1897) e Dan Rice (1823–1900). Kleber era un musicista immigrato dalla Germania, che aveva aperto un negozio di musica a Pittsburgh, e fu uno dei pochi maestri di musica "ufficiali" di Foster; Rice, invece, era un intrattenitore ed un clown, che si guadagnava da vivere nei circhi itineranti. Da queste conoscenze, fondendo culture diverse, Foster seppe creare molti dei suoi capolavori.
Nel 1846 Foster si trasferì a Cincinnati e divenne contabile per la compagnia di navi a vapore del fratello. In questo periodo scrisse le sue prime canzoni, fra cui Oh! Susanna, che sembra cedette gratuitamente all'editore W. C. Peters (alcune testimonianze sostengono che egli abbia ricevuto 100$, ma la cifra è implausibile e non ci sono fonti che possano attestarlo con certezza).
Nel 1849 pubblicò "Foster's Ethiopian Melodies" in cui è inclusa la hit Nelly Was a Lady, resa famosa dai Christy Minstrels.
Di ritorno dalla Pennsylvania firmò infatti un contratto con i Christy Minstrels.
Durante questo periodo nascono le sue canzoni più famose: Camptown Races (1850), Nelly Bly (1850), Old Folks at Home (nota anche come Swanee River, 1851), My Old Kentucky Home (1853), Old Dog Tray (1853), Hard Times Come Again No More (1854) e Jeanie With the Light Brown Hair (1854), scritta per la moglie Janie McDowel; canzoni che divennero molto popolari e eseguite in tutti i locali, teatri e auditorium d'America.

### La guerra civile americana e il rapido declino
Nel 1860 si trasferì a New York, ma dopo un anno la moglie e la figlia lo lasciarono e tornarono a Pittsburgh. Dal 1862 le sue risorse economiche cominciarono a calare e, nel 1863, cominciò a lavorare con il giovane poeta George Cooper, ma la guerra civile americana (1861-1865) contribuì a danneggiare il mercato.
Stephen Foster morì nel 1864, all'età di 37 anni. Al momento della morte possedeva esattamente 38 cents.
Il fratello Henry descrisse l'incidente che lo portò alla morte: obbligato a letto da giorni per una febbre persistente, Stephen provò a chiamare una cameriera, ma cadde, sbattendo contro il lavabo frantumandolo e ferendosi.
Fu portato all'ospedale ma morì dopo 3 giorni. Nelle sue mani, quando morì, c'era una lettera che cominciava così "dear friends and beloved".
Fu sepolto nel "Allegheny Cemetery" di Pittsburgh.

## Il ricordo e la memoria
- Lo stato della Florida ha chiamato "Stephen Foster State Park" in suo onore.
- In Pennsylvania esiste lo "Stephen Foster Lake".
- Foster è onorato dall'Università di Pittsburgh con lo Stephen Foster Memorial.
- 18 sue composizioni vennero registrate nell'album "Beautiful Dreamer: The Songs of Stephen Foster" che ha vinto il Grammy nel 2005 come miglior album di musica folk tradizionale.
- Oggi F. S. Collins è considerato in tutt'America, il padre della musica folk Americana.
- Alla vita del compositore è ispirato l'anime Fiocchi di cotone per Jeanie.

## Citazioni
- Nel film Un milione di modi per morire nel West (ambientato nel 1882) il protagonista Albert Stark si lamenta con Anna Leatherwood che nel West ci sono solo 3 canzoni e lei risponde "Sì, e sono tutte di Stephen Foster!"

- Nel romanzo biografico del giornalista italiano Nicola Attadio, "Dove nasce il vento- Vita di Nellie Bly", viene citato il compositore Stephen Foster, autore della celebre canzone "Nellie Bly", ispirazione dello pspeudonimo che renderà la giornalista statunitense Nellie Bly, pioniera del giornalismo investigativo femminile, celebre in tutto il mondo (Nicola Attadio, Dove nasce il vento, Milano, Bompiani, 2018, pag.38).